# Tausug
Els tausug són una ètnia de musulmans de Jolo que han conservat les seves tradicions. El seu nom deriva de tau (poble) i mai sug (valent) i, per tant, vol dir "poble valent"; són reconeguts per la seva valentia, independència i gust per l'aventura. Són bons soldats i mariners. El seu nombre és al tomb dels cinquanta mil.
Celebren rituals cada any per preservar la seva cultura, música i tradicions.
Fou el primer poble de les Filipines que va adoptar la religió musulmana. Els sultans locals van expandir la religió a altres illes especialment a Palawan, Tawi-Tawi i Basilan, i a Zamboanga (Mindanao) i Sabah. Un sultà tradicional els governa ajudat per un grup de datus (senyors); els sultans són elegits per la seva descendència de Mahoma.
La majoria viuen a Jolo (ciutat) a l'illa de Jolo. Prop de la meitat són analfabets. La seva llengua és el tausug similar a la llengua dels butuanons i kamayos del nord de Mindanao; està dividida en alguns dialectes com el parianun i el gimbahanun.